# Goodea luitpoldii
Goodea luitpoldii és una subespècie de peix pertanyent a la família dels goodèids.

## Hàbitat
És un peix d'aigua dolça, demersal i de clima tropical.

## Distribució geogràfica
Es troba a Nord-amèrica: és un endemisme de les conques dels rius Lerma i Santiago a Mèxic.

## Observacions
És inofensiu per als humans.